# 灯笼草
灯笼草（学名：Clinopodium polycephalum），别名灯笼草、山藿香、走马灯笼草、荫风轮、脚癣草、漫胆草、大叶藿香，为唇形科风轮菜属下的一个种，可以作为中草药。

## 扩展阅读
- 維基物種上的相關：灯笼草